# Bucculatrix eurotiella
Bucculatrix eurotiella är en fjärilsart som beskrevs av Walsingham 1907. Bucculatrix eurotiella ingår i släktet Bucculatrix och familjen kronmalar. Inga underarter finns listade i Catalogue of Life.